# Estación de Vallecas
Vallecas es una estación ferroviaria situada en el municipio español de Madrid, en la Comunidad de Madrid. Se encuentra ubicada en la intersección de las calles Sierra de Guadalupe, Jesús del Pino y Avenida de la Democracia, entre los barrios de Palomeras Sureste (Puente de Vallecas) y Casco Histórico de Vallecas (Villa de Vallecas). Forma parte de las líneas C-2, C-7 y C-8 de Cercanías Madrid. Ofrece una conexión con la estación de Sierra de Guadalupe de Metro de Madrid, situada en perpendicular bajo las vías de la estación de tren, formando un intercambiador de transportes entre cercanías y metro.

## Situación ferroviaria
La estación se encuentra en el punto kilométrico 7,8 de la línea férrea de ancho ibérico Atocha-San Fernando de Henares, a 633 metros de altitud. Históricamente, también formó parte de la línea férrea que une Madrid con Barcelona, cuando esta tenía su cabecera en la estación de Madrid-Atocha.

## Historia
La primitiva estación de ferrocarril de Vallecas se inauguró en 1859 cuando se puso en servicio parte del trazado de la línea ferroviaria Madrid-Zaragoza de la compañía MZA. En 1941, la nacionalización del ferrocarril en España supuso la integración de la compañía en la recién creada RENFE. En los años 80 pasó a formar parte de la red de Cercanías Madrid y se mantuvo en servicio hasta el 4 de marzo de 1999, momento en que fue sustituida por una nueva estación ubicada unos 200 m al este, para tener correspondencia con la estación de metro de Sierra de Guadalupe (fue inaugurada el mismo día), para convertirse en un gran intercambiador. Desde 2005 el ente Adif es el titular de las instalaciones ferroviarias mientras que Renfe explota las infraestructuras.

## Servicios ferroviarios

### Cercanías
| procedencia/destino                              | < estación | Línea | estación >    | destino/procedencia |
| ------------------------------------------------ | ---------- | ----- | ------------- | ------------------- |
| Chamartín                                        | El Pozo    |       | Santa Eugenia | Guadalajara         |
| Príncipe Pío                                     | El Pozo    |       | Santa Eugenia | Alcalá de Henares   |
| Cercedilla                                       | El Pozo    |       | Santa Eugenia | Guadalajara         |
| Santa María de la Alameda-Peguerinos El Escorial | El Pozo    |       | Santa Eugenia | Guadalajara         |

La estación forma parte de las líneas C-2, C-7 y C-8 de la red de Cercanías Madrid.

## Conexiones

### Metro
| << cabecera        | < estación       | línea | estación >        | cabecera >> |
| ------------------ | ---------------- | ----- | ----------------- | ----------- |
| Pinar de Chamartín | Miguel Hernández |       | Villa de Vallecas | Valdecarros |

### Autobuses
NOTA: Debido a las obras de construcción del intercambiador de Conde de Casal, las líneas sombreadas en naranja trasladan su cabecera en la plaza de Conde de Casal hasta Sierra de Guadalupe, desde el 17 de febrero de 2025 hasta fin de obras.
| Diurnos                                       |                         |                                                |
| Autobuses con cabecera en Sierra de Guadalupe |                         |                                                |
| Línea                                         | Destino                 | Parada                                         |
| E                                             | Conde de Casal          | 1027 SIERRA GUADALUPE (Av. Democracia-dársena) |
| H1                                            | Hospital Infanta Leonor | 1027 SIERRA GUADALUPE (Av. Democracia-dársena) |
| T31                                           | Estación El Pozo        | 1027 SIERRA GUADALUPE (Av. Democracia-dársena) |
| Autobuses pasantes en Sierra de Guadalupe     |                         |                                                |
| Línea                                         | Destino                 | Parada                                         |
| 54                                            | Congosto                | 1027 SIERRA GUADALUPE (Av. Democracia S/N)     |
| 58                                            | B° Santa Eugenia        | 1027 SIERRA GUADALUPE (Av. Democracia S/N)     |
| 103                                           | Ecobulevar              | 1027 SIERRA GUADALUPE (Av. Democracia S/N)     |
| 130                                           | Villaverde Alto         | 1027 SIERRA GUADALUPE (Av. Democracia S/N)     |
| 142                                           | Ensanche de Vallecas    | 1027 SIERRA GUADALUPE (Av. Democracia S/N)     |
| 143                                           | Villa de Vallecas       | 1027 SIERRA GUADALUPE (Av. Democracia S/N)     |
| 54                                            | Estación de Atocha      | 4367 SIERRA GUADALUPE (C/ Jesús del Pino, 24)  |
| 58                                            | Puente de Vallecas      | 4367 SIERRA GUADALUPE (C/ Jesús del Pino, 24)  |
| 103                                           | El Pozo                 | 4367 SIERRA GUADALUPE (C/ Jesús del Pino, 24)  |
| 142                                           | Pavones                 | 4367 SIERRA GUADALUPE (C/ Jesús del Pino, 24)  |
| 143                                           | Manuel Becerra          | 4367 SIERRA GUADALUPE (C/ Jesús del Pino, 24)  |
| 130                                           | Vicálvaro               | 4693 SIERRA GUADALUPE (C/ Jesús del Pino, 32)  |
| Nocturnos                                     |                         |                                                |
| Autobuses pasantes en Sierra de Guadalupe     |                         |                                                |
| Línea                                         | Destino                 | Parada                                         |
| N25                                           | Alonso Martínez         | 4367 SIERRA GUADALUPE (C/ Jesús del Pino, 24)  |
| N9                                            | Cibeles                 | 5163 SIERRA DE GUADALUPE-SAN JAIME             |
| N25                                           | Villa de Vallecas       | 5163 SIERRA DE GUADALUPE-SAN JAIME             |

| Diurnos |               |                                                |          |
| Línea   | Destino       | Parada                                         | Operador |
| 339     | Valdemingómez | 50068 AV. GRAN VÍA DEL ESTE - SIERRA GUADALUPE | La Veloz |